# Rathaus Velten

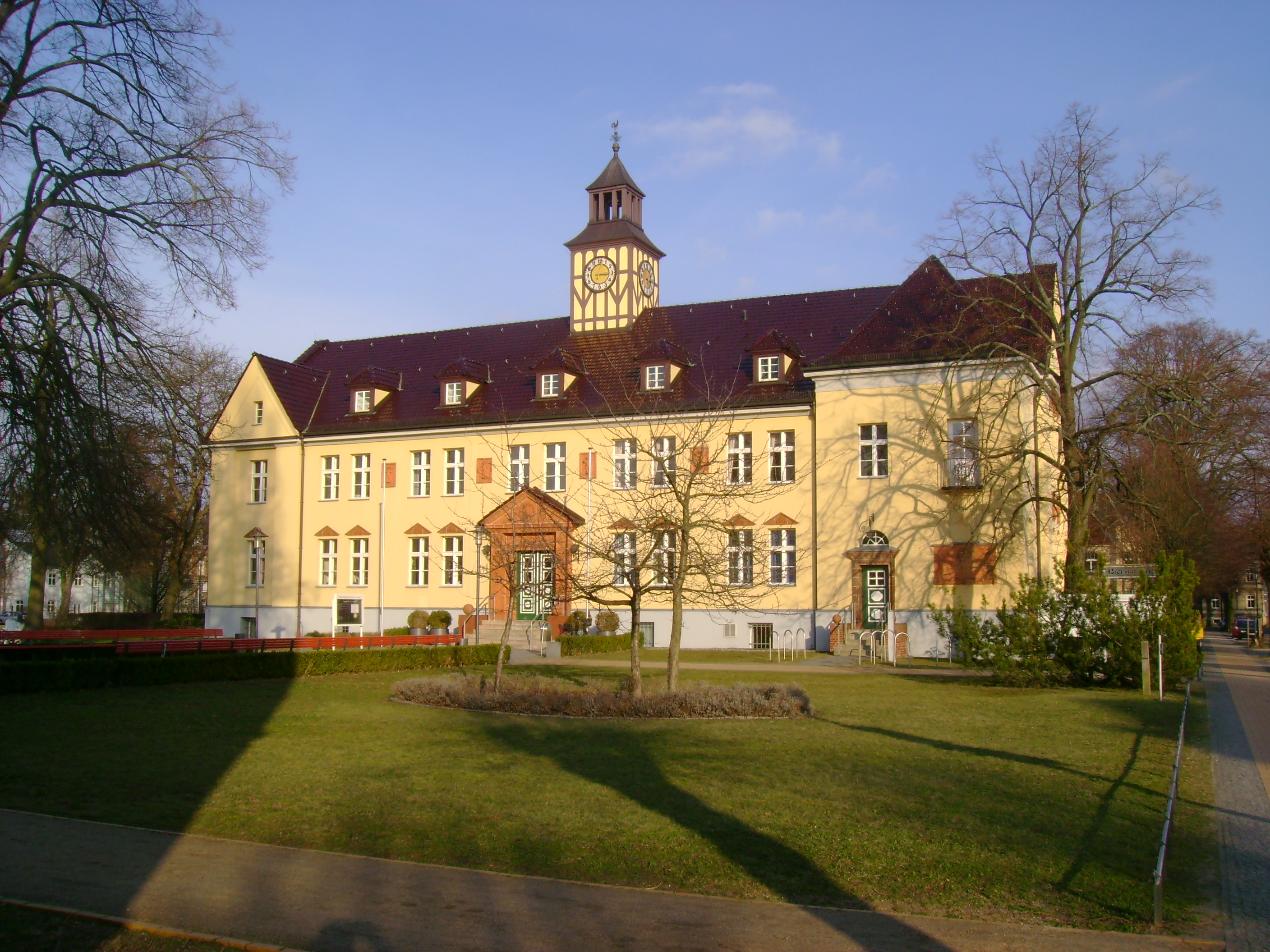
Das 1922 aus einem ehemaligen Elektrizitätswerk umgebaute Veltener Rathaus. Der Terrakottaschmuck am Hauptportal und über den Fenstern wurde von der Richard Blumenfeld Veltener Ofenfabrik AG gebrannt.

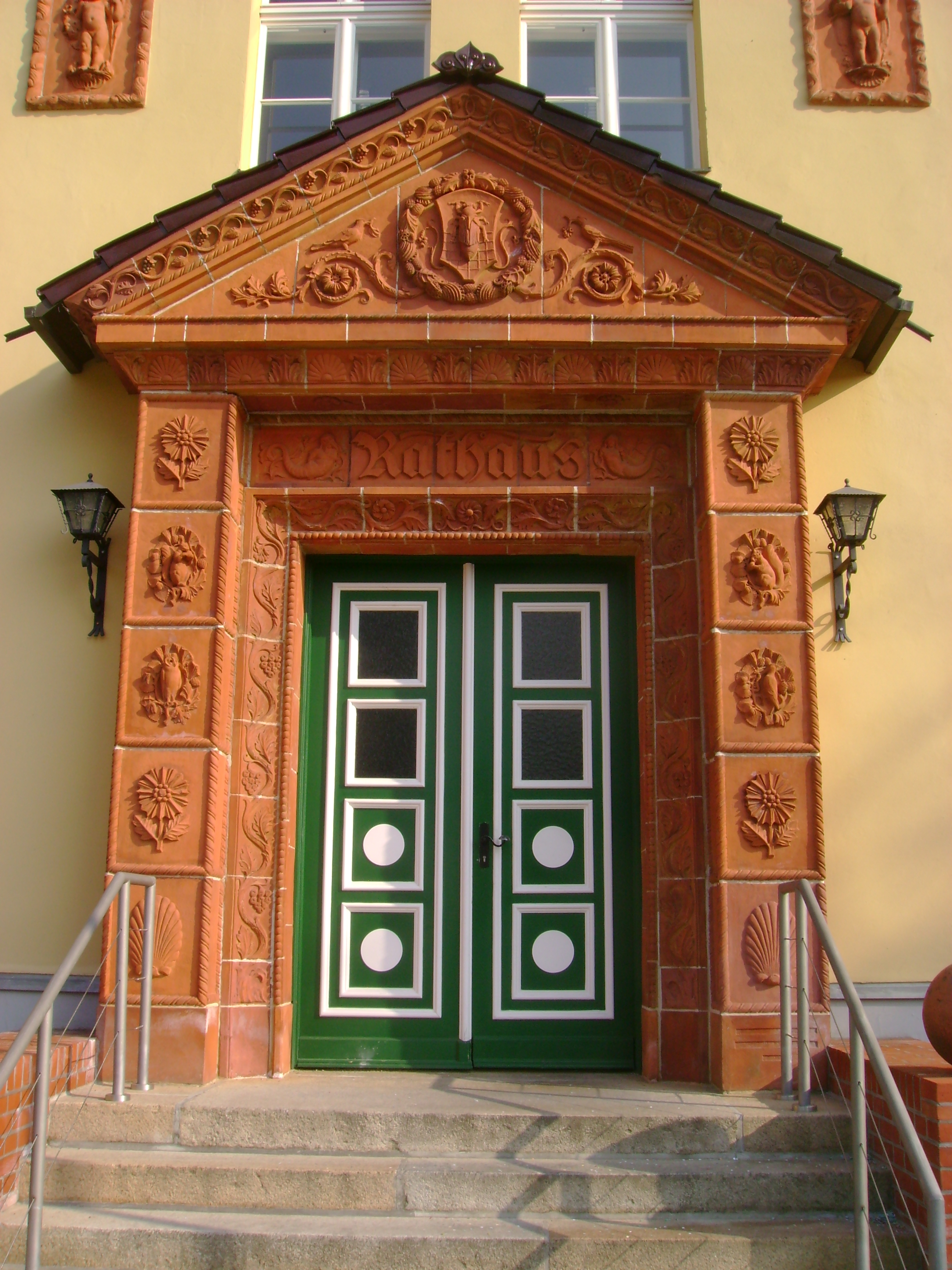
Eingangsportal des Veltener Rathaus

Das Rathaus Velten in der Rathausstraße 10 ist Sitz der Stadtverwaltung, der Stadtverordnetenversammlung und der Bürgermeisterin der brandenburgischen Stadt Velten.

## Geschichte
Das Gebäude wurde ursprünglich als privat betriebenes Elektrizitätswerk mit einer Kapazität von 300.000 kWh gebaut. Erst 1909 ging es in kommunale Hände über. Als der Energiebedarf insbesondere durch die Veltener Tonwarenindustrie weiter anstieg, wurde es 1911 stillgelegt und die Gemeinde an das Überlandstromnetz angeschlossen.
Im Ersten Weltkrieg diente das Gebäude als Lebensmittellager. Im Februar 1921 stellten die Architekten Joseph Scherer und Heinrich Aeppli (Berlin-Lichterfelde) ihre Pläne zum Umbau des ehemaligen Elektrizitätswerks in ein Rathaus vor. Etwa eineinhalb Jahre später, am 5. September 1922, waren die Pläne umgesetzt und das Rathaus seiner Bestimmung übergeben. Der Terrakottaschmuck am Haupt- und dem Nebenportal sowie über den Fenstern wurde von der Richard Blumenfeld Veltener Ofenfabrik AG gebrannt. Seitdem diente es der jeweiligen Gemeinde- und ab 1935 der Stadtverwaltung als Sitz. 1945 war hier kurzfristig eine sowjetische Kommandantur eingerichtet.
In den Jahren 1991/1992 wurde die Ofenheizung durch eine Zentralheizung ersetzt und das Dach mit dem Dachreiter erneuert. 2001 erneuerte man die Fassade und die Fenster und ein Jahr später konnte ein Fahrstuhl in Betrieb genommen werden.